# Westerhever
Westerhever (dänisch: Vesterhever) ist eine Gemeinde im Kreis Nordfriesland in Schleswig-Holstein. Leikenhusen, Stufhusen, Sparhörn, Sieversbüll und Schanze liegen im Gemeindegebiet.

## Geografie

### Geografische Lage
Das Gemeindegebiet von Westerhever ist im Nordwesten der Halbinsel Eiderstedt gelegen und erstreckt sich über die eingedeichten Marschengebiete des namensgleich betitelten Kooges zuzüglich des daran östlich daran anschließenden sogenannten Westerhever Osterkooges. Die Lage dieser beider Köge bildet eine nach Westen hervorspringende Landzunge zwischen dem Wattenmeerstrom der Hever im Norden und der Tümlauer Bucht im Süden aus.

### Nachbargemeinden
Das Gemeindegebiet von Westerhever ist auf drei Seiten vom geschützten Nationalparkbereich des Schleswig-Holsteinisches Wattenmeer umgeben. Nachbargemeinden im südlichen und östlichen Bereich sind wie folgt:
|  |                                             |            |
|  | Kompassrose, die auf Nachbargemeinden zeigt | Osterhever |
|  | Tümlauer Koog                               | Poppenbüll |

### Geologie
Nordwestlich des Gemeindegebiets erstreckt sich der Hochsand Westerheversand am südlichen Ende des Nordfriesischen Wattenmeeres. In Nähe des Außendeichs haben sich Salzwiesen ausgebildet, an dessen Rand der Leuchtturm Westerheversand als eines der markanten Wahrzeichen des Ortes, wie auch der ganzen Halbinsel Eiderstedt, errichtet wurde.
Die Salzwiesen zwischen Sandbank und Seedeich sind mittlerweile 246 Hektar groß und haben sich in den letzten Jahren weiter ausgedehnt. Die erste Vermessung eines drei Hektar großen Gebiets stammt von 1887. Nach der Durchdämmung eines deichparallelen Priels im selben Jahr wuchsen die Wiesen bis 1901 auf 90 Hektar. 1903 kam ein befahrbarer Damm hinzu ebenso wie Grüppen zur Entwässerung, 1930 dann auch Lahnungen zur Landgewinnung.
War das Land ursprünglich intensiv beweidet, änderte sich die Lage durch den Nationalpark Schleswig-Holsteinisches Wattenmeer. Seit 1991 sind drei Viertel der Fläche von der Nutzung ausgenommen. Seitdem hat sich die Zahl der Vegetationstypen von 7 auf 16 erhöht. Insbesondere nahmen seitdem Queller und Strandsoden-Fluren zu, die mittlerweile fast ein Viertel der Fläche ausmachen. Ebenso nahmen Salzmelden-Fluren zu, die 1988 noch nicht zu finden waren, 2001 aber 7 % der Vegetation bildeten, Strandquecken tauchten ebenso neu auf und bilden 3 %. Der beweidungsunempfindliche Andelrasen ging stark zurück: bildete er 1988 noch 71 % der Vegetation, waren es 2001 nur noch 11 %, der ebenfalls unempfindliche Rotschwingel-Rasen sank von 8 % auf 4 %. Bottenbinsen-Rasen wiederum ging von 1988 bis 1996 zurück, um sich 2001 wieder auszudehnen und nahm in diesem Jahr 10 % der Fläche ein.
Die Salzwiesen mit dem Leuchtturm und der vorgelagerte Hochsand Westerheversand mit seinem Badestrand ziehen jedes Jahr etwa 80.000 Besucher an.

## Geschichte
Westerhever war früher eine Insel. Sie wurde im 12. Jahrhundert besiedelt. Die ersten Menschen errichteten große Dorfwarften wie Sieversbüll, Leikenhusen oder Stufhusen und schützten das Wirtschaftsland der Insel mit einem Ringdeich.
Bei der großen Mandränke (Sturmflut) von 1362 wurde die erste Kirche von 1123 zerstört.
Die heutige Backsteinkirche St. Stephanus, bestehend aus dem gegenüber früher stark verkleinerten Schiff aus dem Jahr 1804 und dem 1370 erbauten gotischen Turm, bildet zusammen mit der Gaststätte Kirchspielkrug das alleinige Dorfzentrum.
In der Nähe des Dorfzentrums liegt die Wogemannsburg, eine Warft, auf der zwischen 1362 und 1370 die sogenannten Wogemänner lebten. Diese betrieben Piraterie, plünderten aber auch die umgebenden Ortschaften. Die Wogemänner wurden 1370 vom Staller Owe Hering und den Bewohnern der Umgebung bezwungen. Die Burg wurde zerstört und deren Steine zur Verstärkung der Kirche und für den Bau des Kirchturmes genutzt.
In Westerhever sind noch viele Haubarge erhalten. Auf einem dieser Haubarge, dem Siekhof, kam 1860 Jacob Alberts, der sogenannte Maler der Halligen, zur Welt. Seine letzte Ruhe fand er auf dem Friedhof von Westerhever.

## Politik

### Gemeindevertretung
Bei der Kommunalwahl 2023 errang die Bürgergemeinschaft Westerhever (BGW) alle sieben Sitze in der Gemeindevertretung. Die Wahlbeteiligung betrug 69,1 Prozent.

### Bürgermeister
Für die Wahlperiode 2023–2028 wurde Olaf Dircks (BGW) wiederholt zum Bürgermeister gewählt.

## Sehenswürdigkeiten

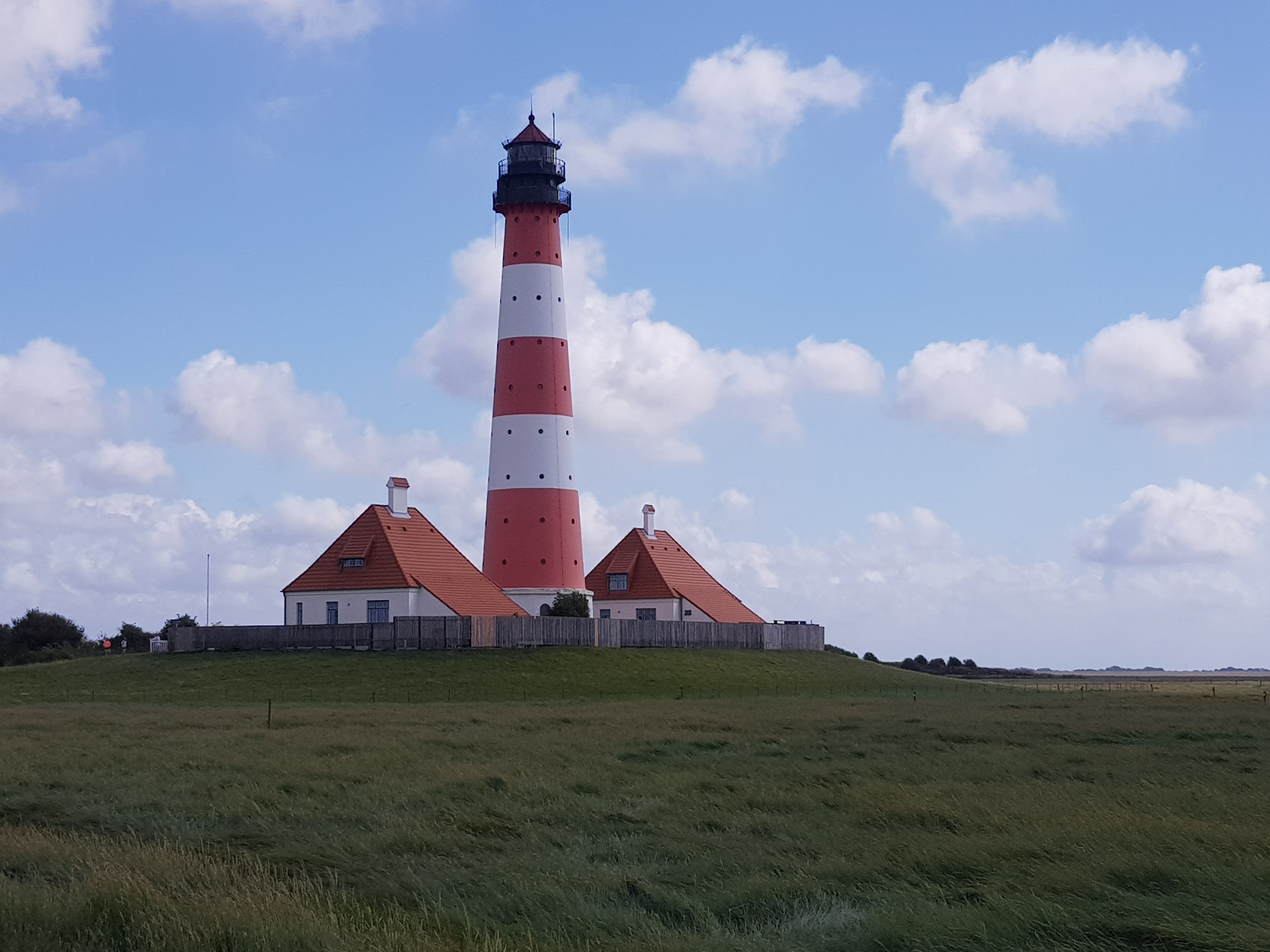
Leuchtturm Westerheversand

Im Ortsteil Poppenbüll findet sich ein Mast, an dem die Marken der bisher
höchsten Wasserstände angebracht sind.

Marken (von oben nach unten):

„Sturmflut / 16.02.1962 / 5,04 m ü. N.N.

Sturmflut / 03.01.1976 / 5,02 m ü. N.N.

Eisflut / 04.02.1825 / 4,80 m ü. N.N.

2. Manndränke / 11.11.1634 / 4,50 m ü. N.N.

1. Manndränke / 16.01.1362 / 4,20 m ü. N.N.“

## Söhne und Töchter der Gemeinde
- Detlef Sammann (1857–1938), deutscher Maler
- Jacob Alberts (1860–1941), deutscher Maler
- Friedrich Jessen (1865–1935), deutscher Arzt, Klinikleiter in Davos

## Bildergalerie

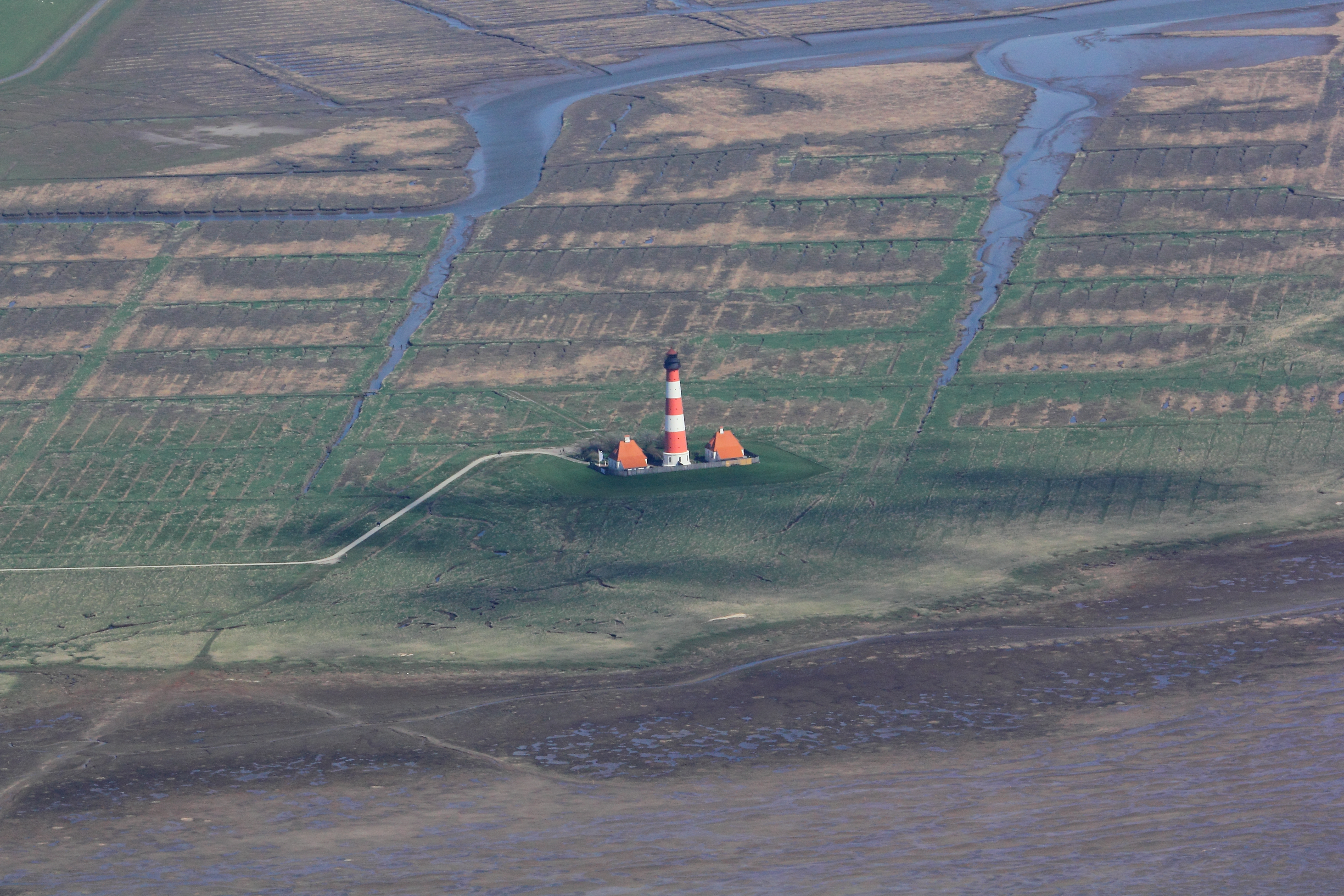
Leuchtturm Westerheversand
Sommertag in Westerhever von Jacob Alberts
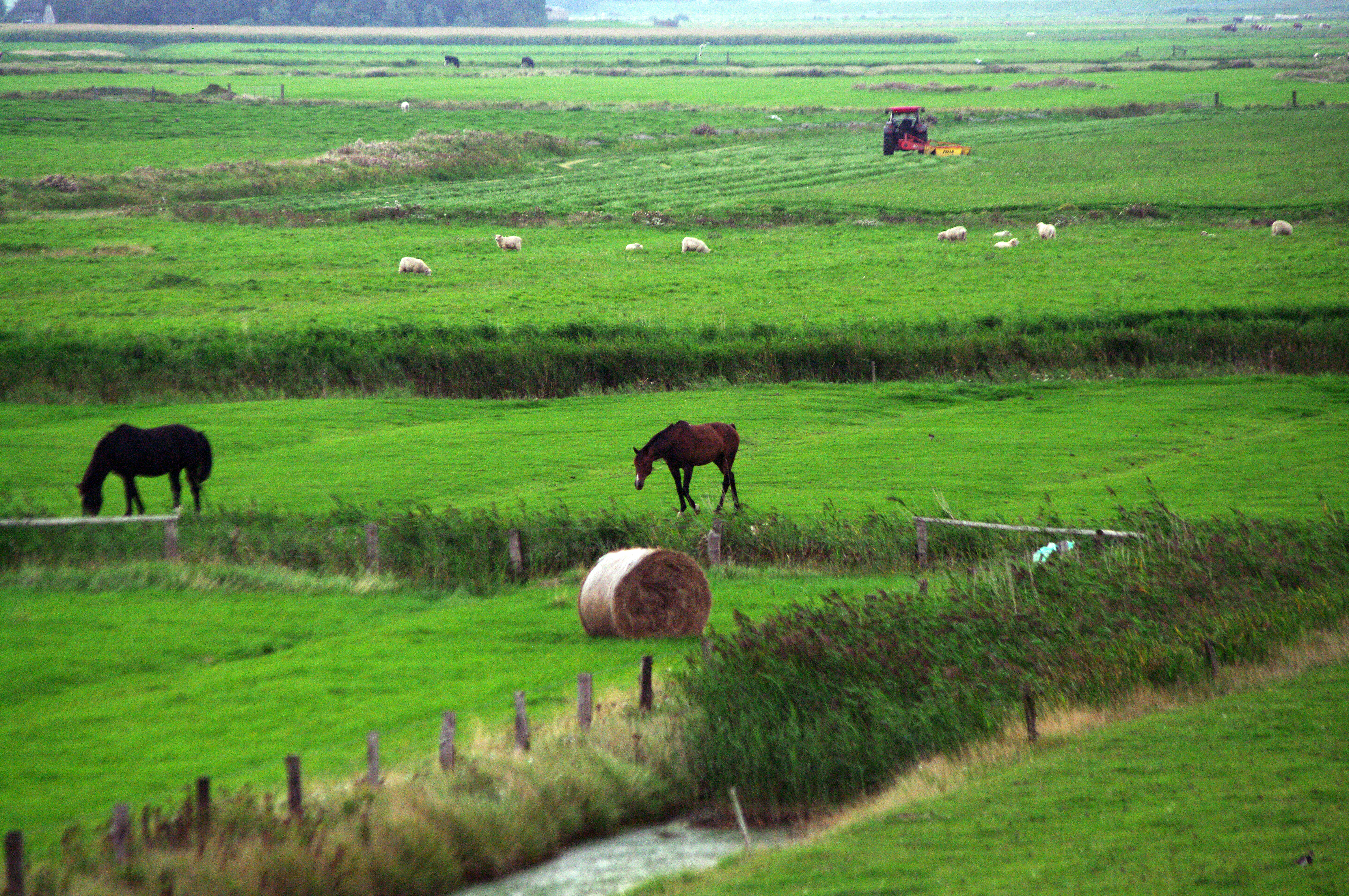
Felder und Wiesen zwischen Westerhever und Deich
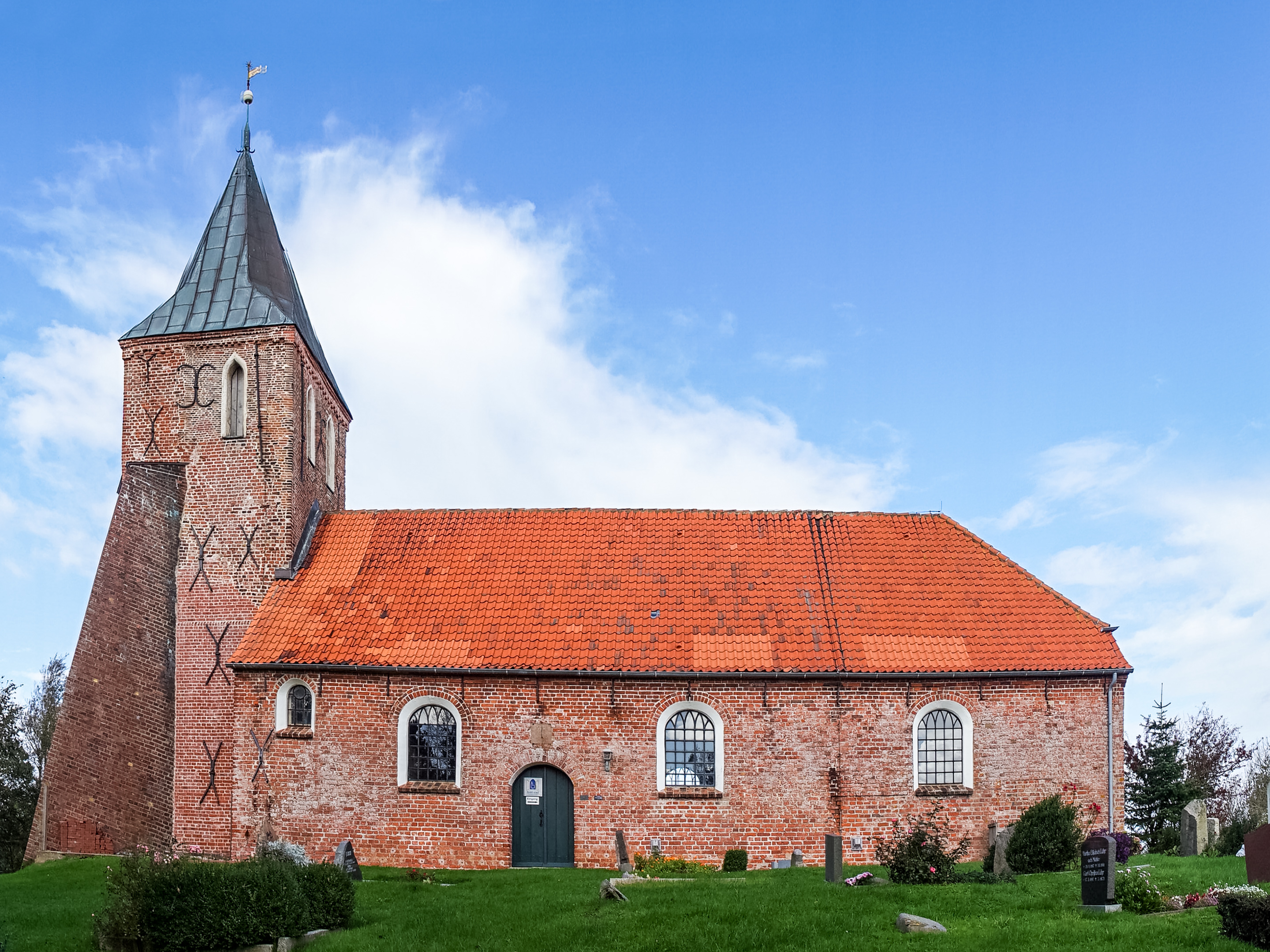
St. Stephanus
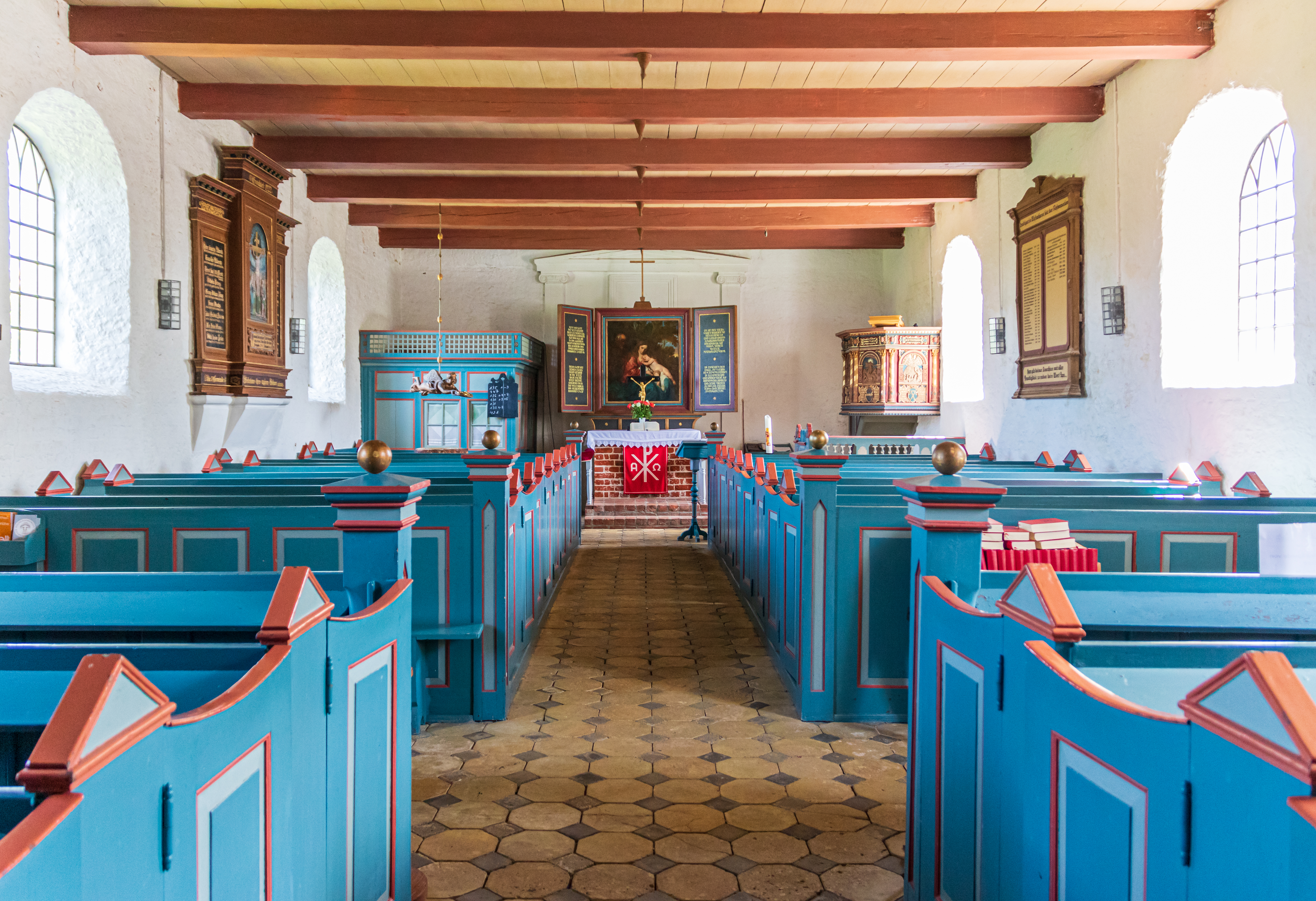
Innenraum von St. Stephanus
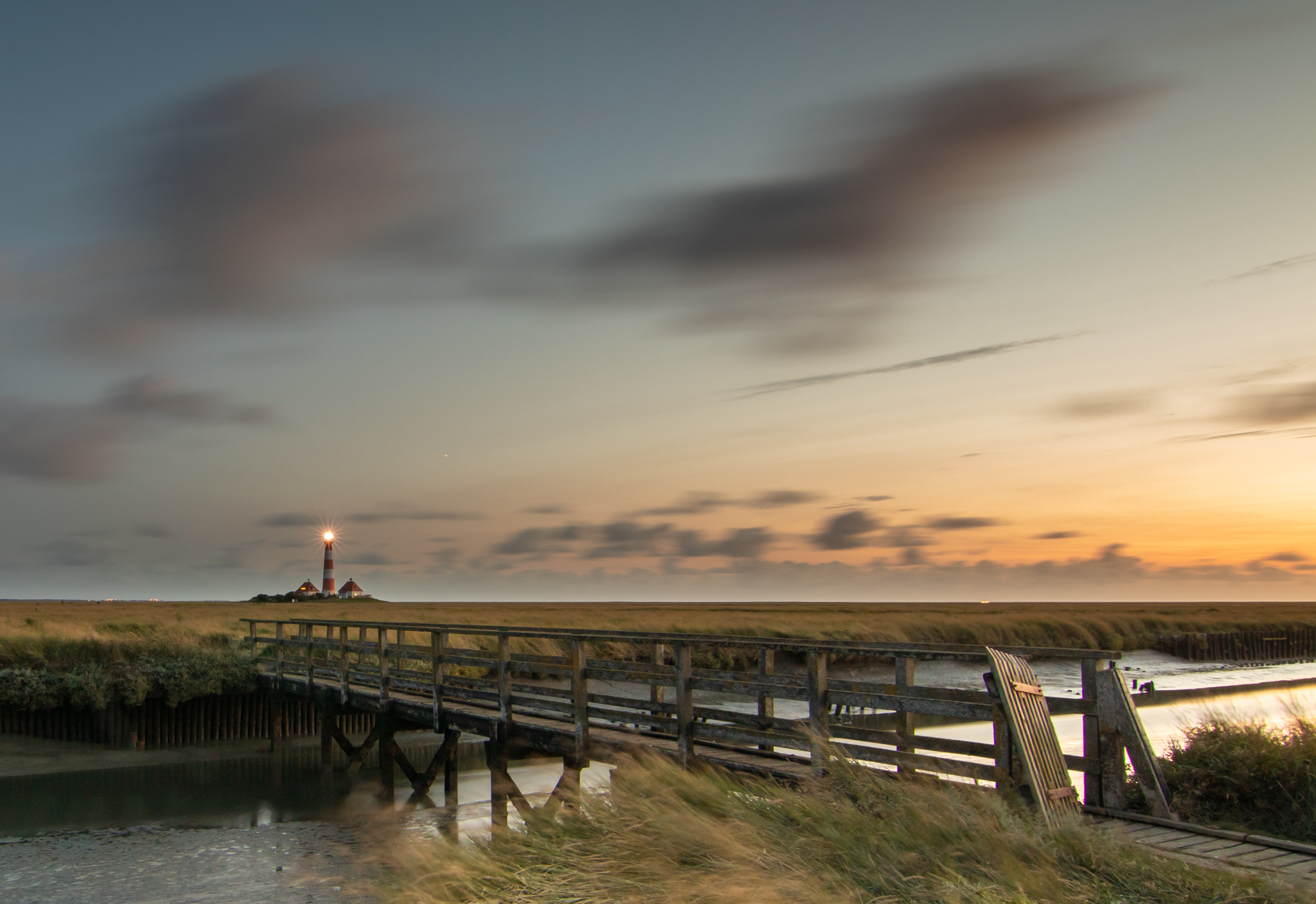
Salzwiese mit Leuchtturm Westerheversand

## Verkehr
Der ÖPNV erfolgt durch die Buslinien 175 (Husum – Tönning – Garding), 182 (Westerhever – St. Peter-Ording) und EID1 Rufbus Eiderstedt (Nord) (Tönning – Garding – St. Peter-Ording) der Autokraft.